# 寶城宣氏
寶城宣氏（韓語：보성 선씨）是一個朝鮮民族氏族，本貫於全羅南道寶城郡。2000年左右，寶城宣氏約有34842名成員。該氏族的始祖為高麗王朝時代歸化的宣允祉。他曾擔任中國明朝的學士。他以擊敗全羅道沿海一帶的倭寇建功並定居。在高麗滅亡後，放棄功勳留居寶城。

## 人物
- 宣銅烈

## 外部連結
- . Doosan Encyclopedia.   [2018-04-02]. （原始内容存档于2021-03-08）.